# Los Angeles County Board of Supervisors

Sigill för Los Angeles County.

Los Angeles County Board of Supervisors (förkortning: LACBOS) är den styrelse på fem personer som från 1852, i enlighet med Kaliforniens konstitution och dess egna stadgar, kollektivt styr med verkställande och lagstiftande makt över den lokala förvaltningen på county-nivå i Los Angeles County, Kalifornien, USA.
Varje ledamot väljs på mandatperioder på 4 år och kan sitta max 3 mandatperioder. Varje distrikt har mellan 1,5 och 2 miljoner invånare. Val till ledamöter från första och tredje distriktet sammanfaller datummässigt med ordinarie val för Kaliforniens guvernör och de återstående tre med val för USA:s president.
LACBOS styr dock enbart indirekt över verksamheterna som leds av distriktsåklagaren och sheriffen då dessa är folkvalda på eget mandat och dessutom har roller inom delstatens rättsväsende som är utanför countystyrelsens mandat.